# トローニー

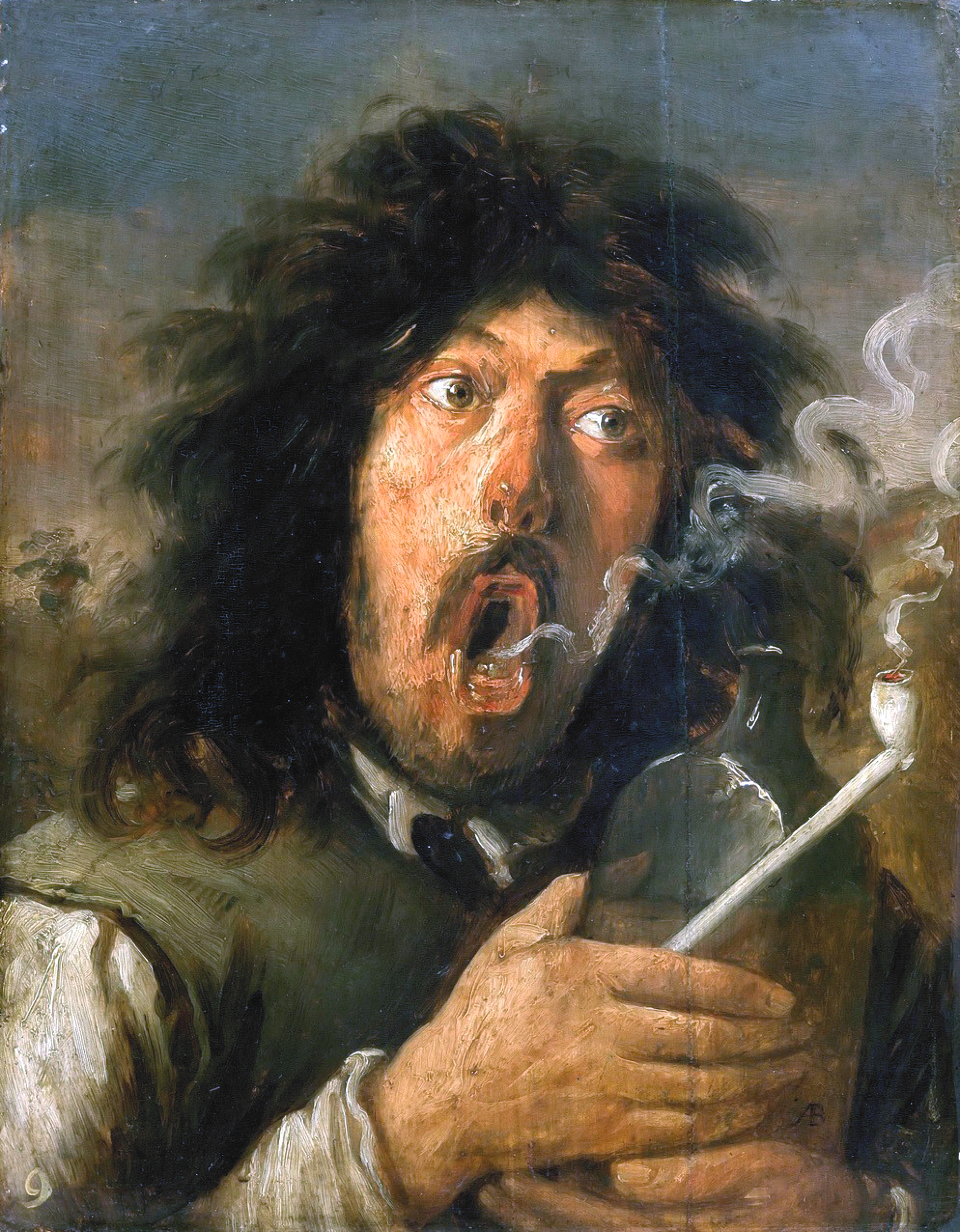
ヨース・ファン・クラースベーク作『喫煙者』

トローニー（英語: Tronie）とは、オランダ黄金時代およびフランドル・バロック絵画においてよく見られる作品の一種であり、誇張または特徴的な表情を持つ人物を描いたものを指す。この種の作品は、肖像画や風刺画を意図したものではなく、表情、タイプ、相貌学、または興味深いキャラクター（例えば、老年の男女、若い女性、兵士、羊飼い、オリエント、または特定の人種に属する人物など）の研究として制作された。
トローニーを制作した芸術家たちの主要な目的は、人物の生き生きとした表現を実現することであり、さらに色彩の自由な使用や強い光と影のコントラスト、または特異な色彩設計を通じて、彼らの錯覚的な技術を示すことにあった。トローニーは、視覚的に異なる意味や価値を観覧者に伝達する役割も果たしていた。これらの作品は、儚さ、若さ、老いといった抽象的な概念を具現化するとともに、人間の資質に関する良い例または悪い例として機能することもあった。例えば、知恵、力、信仰心、愚かさ、衝動性などが挙げられる。トローニーはオランダやフランドルにおいて非常に人気があり、市場向けに独立した作品として制作され、商業的な需要に応じて展開された。

## 定義

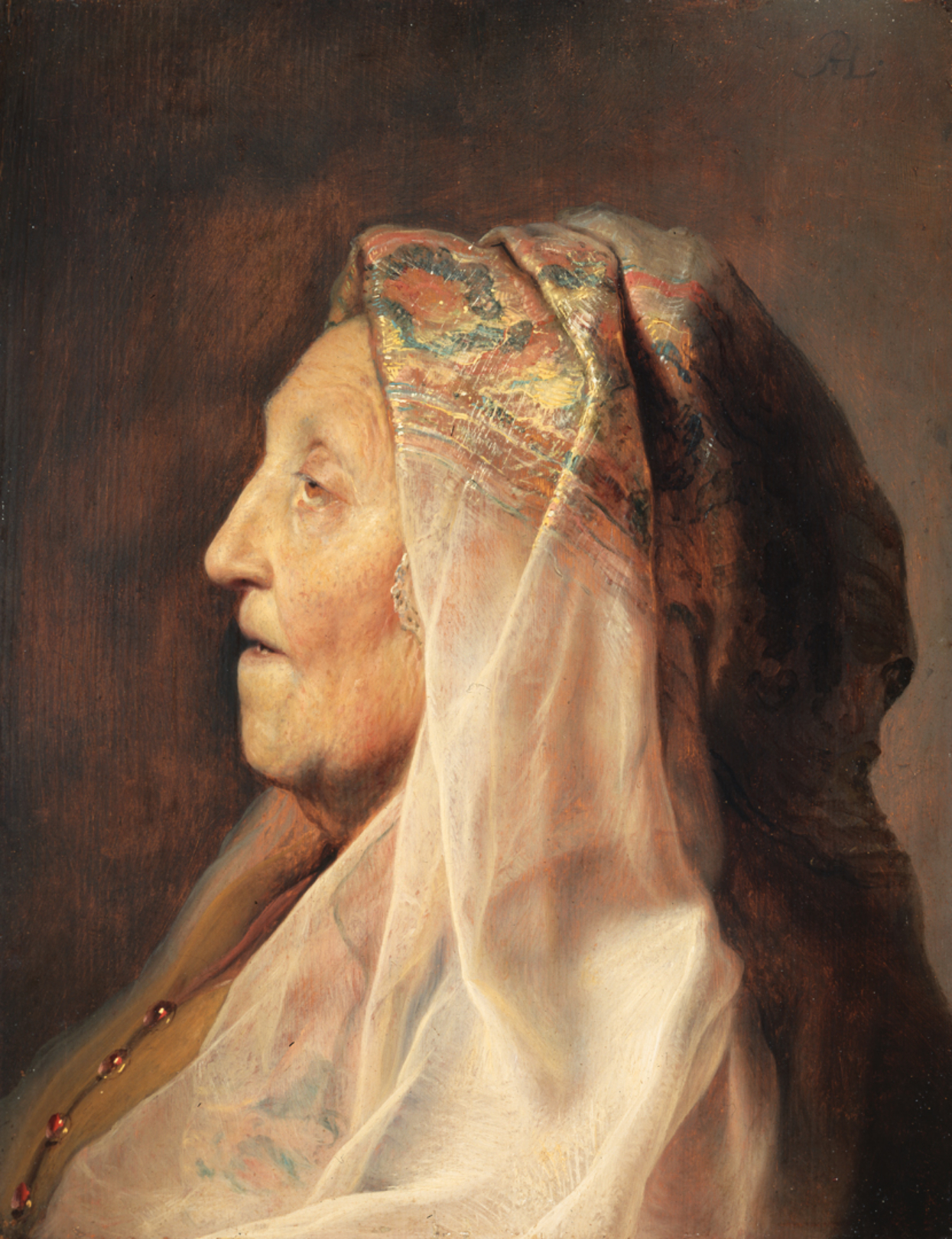
ヤン・リーフェンス作『Profile Head of an Old Woman』

オランダ語におけるトローニーという用語は一般的には顔や頭部を意味しているが、美術史の文献において明確に定義されているわけではない。過去の文献および記録によると、初期の段階ではトローニーという言葉が必ずしも人物を指すものではなかったことが示されており、例えば花や果物の静物画がトローニーとして目録に記載されている場合があった。しかし、基本的には頭部全体や胸像を指し、まれにに全身像が指されることもあった。これらの作品は絵画として二次元的である場合もあれば、石膏や石で立体的に作られることもあった。また、時には神、キリスト、マリア、聖人、天使など、特定の人物の肖像を意味する文脈で使用される場合や、農夫、物乞い、道化師といった特定のタイプの人物における特徴的な顔つきを表現するためにこの単語が使用される場合があった。その他、醜い老年者のようなグロテスクな顔やモデルを指すこともあった。トローニーの主たる目的は表情から読み取ることのできる感情や性格を正確に表現することにあり、そのために表現力が豊かでなければならなかった。
現代の美術史におけるトローニーという用語の使用においては、通常、特定の人物を描くことを目的としない人物像に限定される。したがって、トローニーは肖像画形式の風俗画の一形態として位置づけられることが一般的である。トローニーは基本的には顔や胸像のみを描いたもので、顔の表情に焦点を当てるが、エキゾチックな衣装を着た場合には半身像として描かれることもある。これらの作品は実際の人物をモデルにして制作されたり、実際の人物の特徴を基にして描かれることもある。基本的には特定のモデルなどをもとに制作された絵画を市場で販売する際に作品名などでその人物が名指しで特定されることはない。この点が注文制作される肖像画のような特定の人物を描くことを目的とした性質の作品と異なる。歴史画として扱われる、似たような特定されない人物像は通常、古典的な世界からタイトルが付けられることが多く、例えば、『フローラ』として知られるレンブラント・ファン・レインの絵画のように、古典的な題材が与えられることがあった。

## 歴史
トローニーは16世紀のネーデルラントで始まり、レオナルド・ダ・ヴィンチによって描かれた『Two Grotesque Heads』と呼ばれる作品に触発された可能性が指摘されている。レオナルドは、通常横顔で描かれた二つの頭を対にして配置し、それぞれの多様性を強調するというグロテスクな頭部デッサンを先駆的に行った。この対置の手法は他のネーデルラントの芸術家にも採用されたと考えられる。1564年から1565年頃には、ヤン・ファンおよびリュカス・ファン・ドゥテクムによって、ピーテル・ブリューゲルが下絵を行ったエッチング作品が制作されている。
この手法は17世紀に入っても引き続き使用されており、17世紀前半のフランドルの芸術家ヤン・ヴァン・デ・ヴェンヌは、異なる顔を対比させたトローニーを多数描いている。こうしたトローニーは、歴史画の人物を描くための準備として実際のモデルを使用して描かれた。また、多くの芸術家が歴史画をはじめとする大作絵画の下準備として、キャラクターの頭部を集めたコレクションを制作した。フランドルの画家フランス・フロリスが制作した頭部の習作は、1562年までには彼の作品のひとつとして認識されるようになった。フロリスは自身が別の作品に活用するために、あるいは指導する学生や助手のために頭部の習作を行ったが、そのなかの何点かは明らかに独立した作品として制作されており、これらの作品に見られる素早く表現力豊かな筆使いが独立した制作活動の一環として描いたことを示唆している。こうしたフロリスの制作活動もまた、17世紀のトローニーの類型とみなすことができる。フロリスの習作は地元の蒐集家たちによってコレクションされ、アントワープの自意識的な芸術文化を伝えるものとなっている。これらの作品は大作絵画の下準備を示す歴史的価値というよりも、作家性がより高く評価されていた。

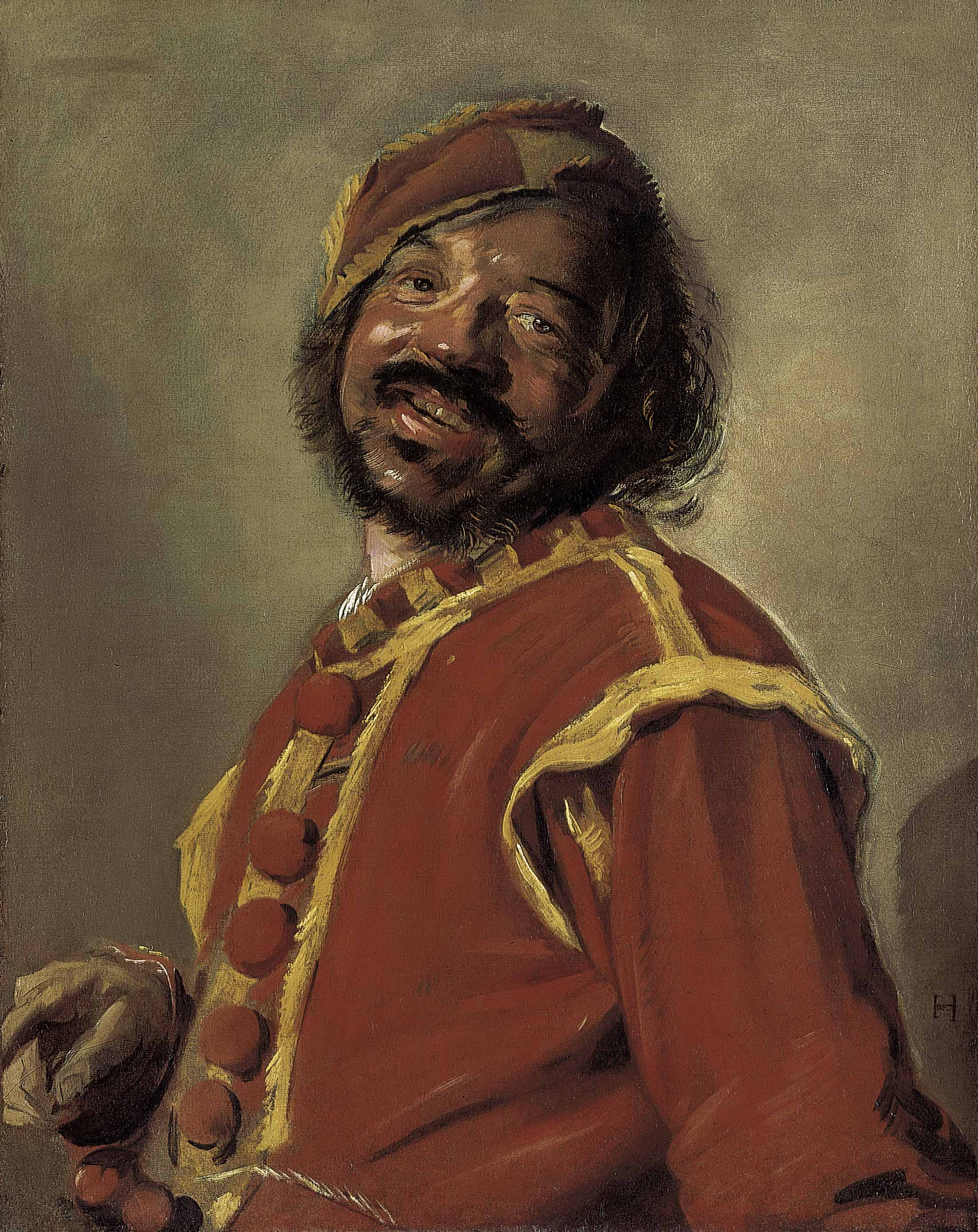
フランス・ハルス作『Peeckelhaering (The Merry Reveler)』

顔を描くという形態は17世紀のネーデルラント連邦共和国において、ひとつの独立した芸術形態として発展を見せた。1620年代にライデンとハールレムにおいてトローニーと見做すことのできる多くの頭部の絵画やデッサンが制作されている。こうした作品の多くに携わっていたのがライデンの画家ヤン・リーフェンスであった。リーフェンスは当初風俗画や歴史画の制作を主としていたが、次第にその主題を頭部や胸像の表現に限定して制作するようになった。これらの作品制作にあたってはピーテル・パウル・ルーベンスやアンソニー・ヴァン・ダイクといったフランドル派の画家による頭部デッサンを私淑した。大規模な構図の簡略化からトローニーが生まれたという点においてはハールレムの画家フランス・ハルスも共通している。ハルスのトローニーは『ジプシー女』のように、彼の代表作として知られるようになったものもある。ハールレムには他にピーテル・デ・グレッベル、アドリアーン・ファン・オスターデ、フランショワ・エラウトらがいる。しかし、フランドル派の画家にとってもトローニーが独立した芸術作品として制作されることはよく知られていたため、トローニーというジャンルがオランダよりもフランドルで早く独立した芸術形態として出現した可能性も排除できない。フランドル派のピーテル・パウル・ルーベンスやアンソニー・ヴァン・ダイク、ヤーコブ・ヨルダーンスといった画家は、より大きな作品の一部として頭部デッサンを行ったことが知られているが、これらの作品のいくつかは、独立した制作活動の一環として制作されている例もある。
トローニーの制作はレンブラント・ファン・レインの時代には独立した芸術形式として確立を見せた。オランダではトローニーに対する需要が高く、市場も盛況であった。トローニーは他の絵画作品よりも安く、幅広い客層が入手可能となっていた。また、制作する画家たちにとっても注文を待たず販売が可能になるという点において、経済的な支えとなっていた。レンブラントの制作した自画像のエッチングのいくつかはトローニーであり、また彼自身や彼の息子、妻たちの肖像画もトローニーとして制作された。また、1696年にヤコブ・ディシウスが開催したオークションでは、ヨハネス・フェルメールによる『真珠の耳飾りの少女』『フルートを持つ女』など3点が出品されており、「非常に型破りな、古風な装束のトローニー」と記載されていたとされている。
アドリアーン・ブラウエルもまたトローニーで大成した画家のひとりであり、特に表現力に優れた作品を制作した。彼の作品は、労働者階級や貧困層といった低階層の人物に「顔」を与え、怒り、喜び、痛み、楽しさといった認識可能で生き生きとした感情を注ぎ込んだことで知られている。ブラウエルの『Youth Making a Face』（1632年から1635年頃、NGA所蔵）は、風刺的で嘲笑的な仕草をした若者を描いており、鑑賞者によっては不快に感じるものの、人間的な側面が強調されている。ブラウエルのこの作品における力強い絵の具の塗り方は、彼の特徴でもある短く抑揚のない筆の使い方によって、よりドラマティックな効果を高めている。トローニーを制作する画家たちはしばしば五感の寓意という伝統的なテーマに戻り、五感を表現するトローニーのシリーズを制作した。ルーカス・フランコイス・ザ・ヤンガーの『A man removing a plaster, the sense of touch』やヨース・ファン・クラースベークの『喫煙者』がその例にあたる。

## ギャラリー

トローニー作例
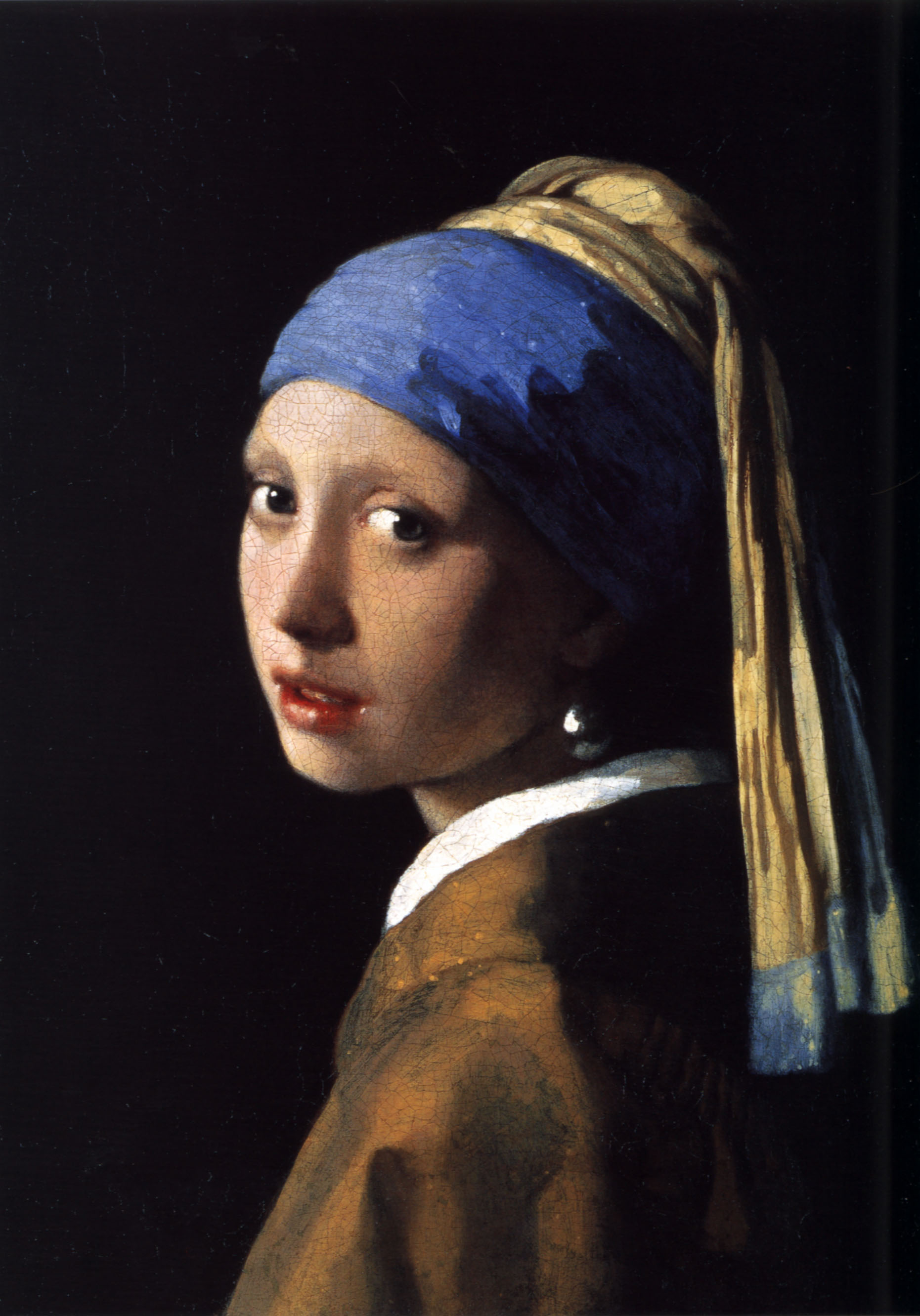
ヨハネス・フェルメール作 『真珠の耳飾りの少女』
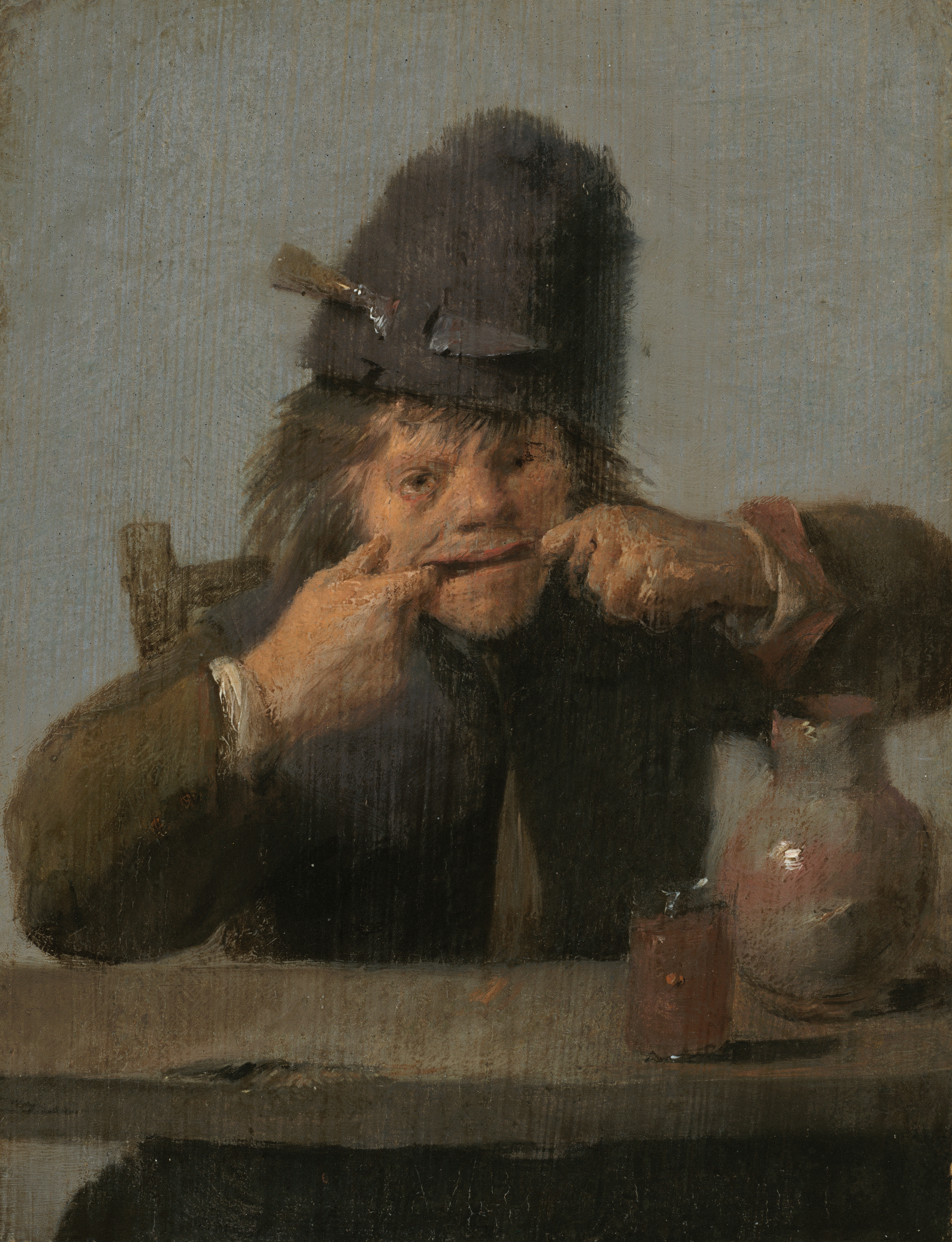
アドリアーン・ブラウエル作『Youth Making a Face』
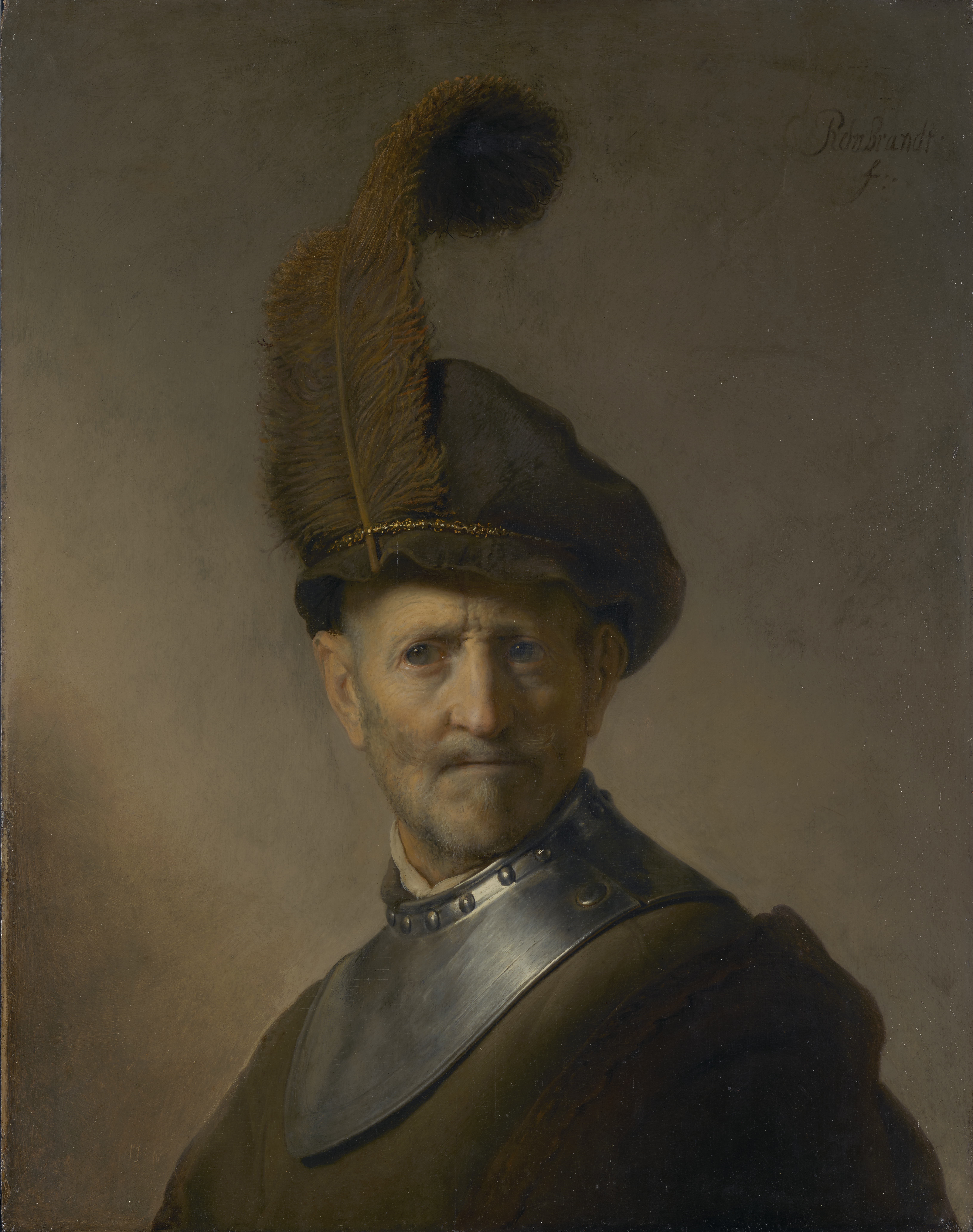
レンブラント・ファン・レイン作『Old Man in Military Costume』
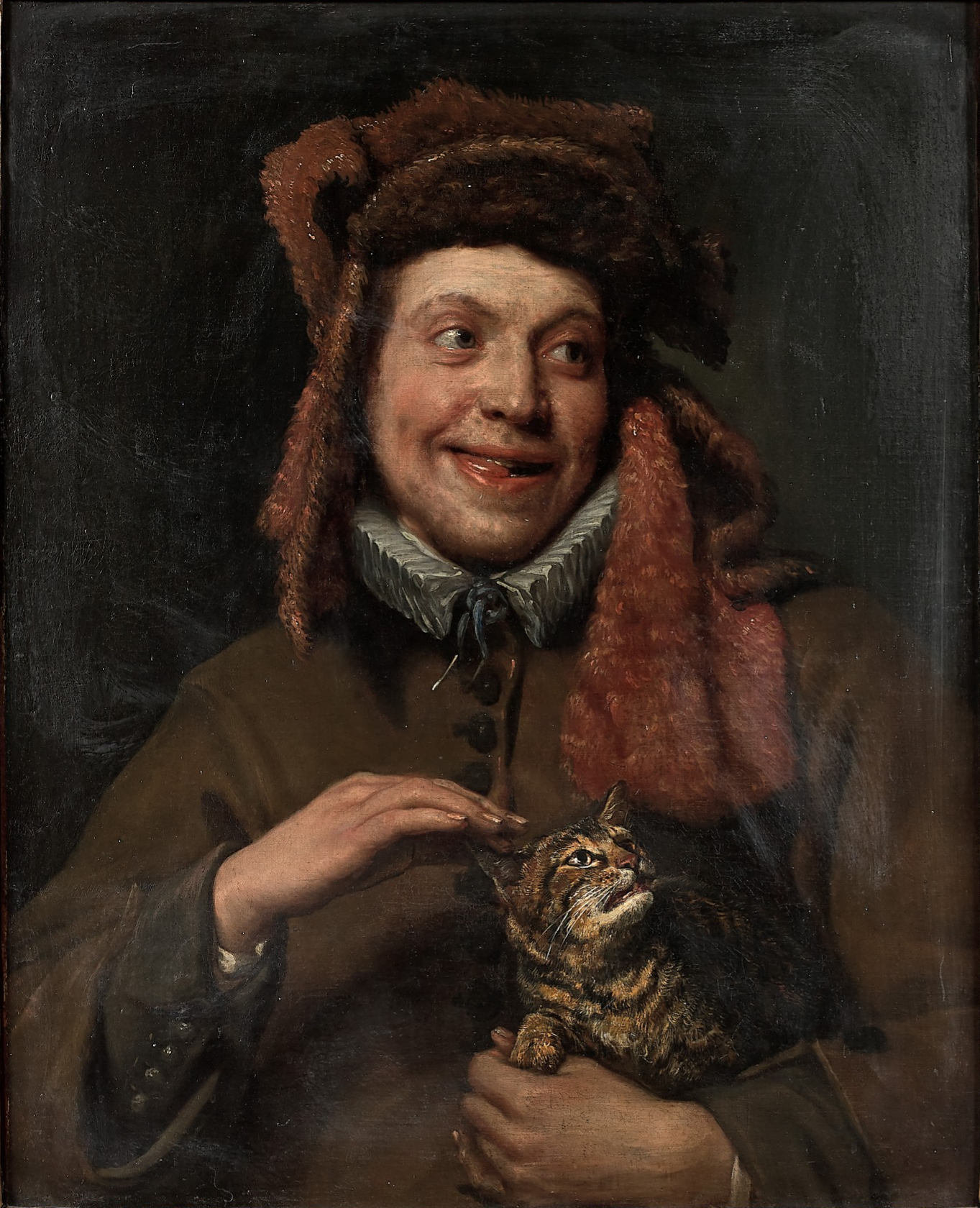
ミヒール・スウェールツ作『Portrait of a young man holding a cat (Allegory of touch)』
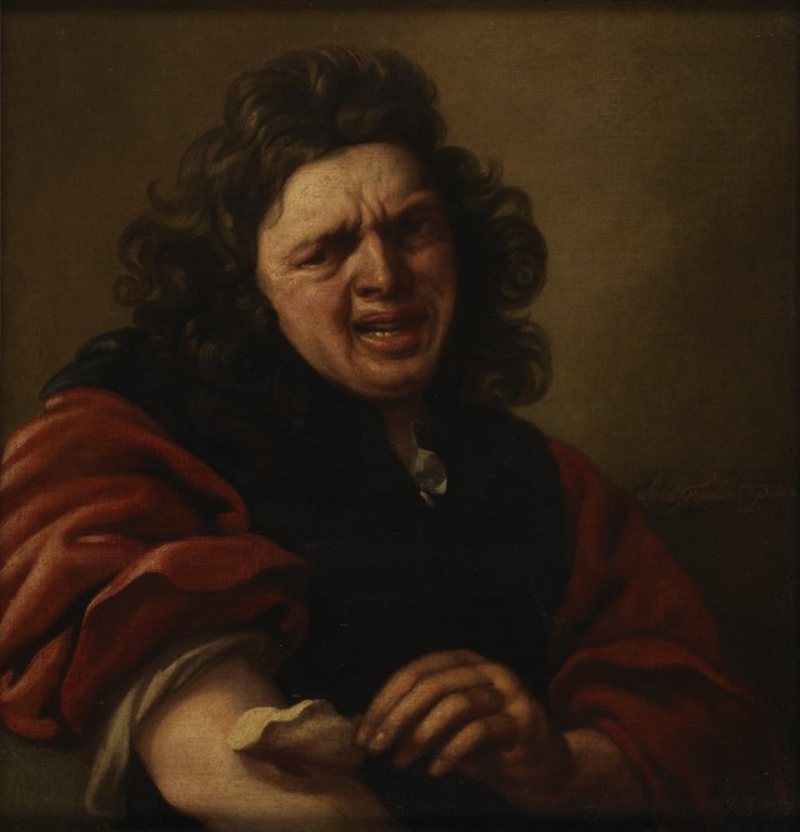
ルーカス・フランコイス・ザ・ヤンガー作『Man removing a plaster, the sense of touch』